# Александер, Дэнни
Сэр Дэ́ниел Гра́йан Алекса́ндер (англ. Sir Daniel Grian Alexander; род. 15 мая 1972, Эдинбург, Шотландия) — британский политик, главный секретарь Казначейства в первом кабинете Дэвида Кэмерона (2010—2015).

## Биография
Родился в Эдинбурге, в возрасте двух лет переехал вместе с родителями Дионом и Патрисией на островок Колонсей в 33 милях от побережья Шотландии и с населением всего в 120 человек. В 1979 году семья переехала в Инвергэрри в горах Шотландии, и Дэнни окончил среднюю школу Лохабер в соседнем Форт-Уильяме, где ранее учился будущий лидер либеральных демократов Чарльз Кеннеди. В 1990 году Александер поступил в колледж Святой Анны Оксфордского университета, где изучал философию, политику и экономику, как и Дэвид Кэмерон, окончивший этот университет двумя годами ранее. В 1993 году, получив высшее образование, сначала работал в пресс-службе партии либеральных демократов, затем в течение восьми лет — в проевропейской лоббистской группе «Британия в Европе». В 2005 году избран в Палату общин от округа Инвернесс, Нэрн, Баденох и Стрэтспи.
В июле 2007 года стал теневым министром труда и пенсий, поддерживал Ника Клегга в борьбе за лидерство в партии.
В 2010 году, являясь главой аппарата лидера либеральных демократов Клегга, отвечал за подготовку предвыборного манифеста партии.
В ходе парламентских выборов 6 мая 2010 года консерваторы получили лишь относительное большинство, и 11 мая 2010 года Дэвид Кэмерон сформировал коалиционное правительство с участием либеральных демократов, которое сменило кабинет Гордона Брауна. Дэнни Александеру достался портфель министра по делам Шотландии.
Уже 29 мая 2010 года главный секретарь Казначейства Дэвид Лоуз подал в отставку, признав допущенные им финансовые нарушения, и Александер был перемещён в его кресло.
7 мая 2015 года Александер проиграл парламентские выборы в своём округе, получив 31 % голосов и отстав от победителя — кандидата Шотландской национальной партии Дрю Хендри — более, чем на 10 тыс. голосов (тот получил 50 %).
По итогам выборов Дэвид Кэмерон сформировал 11 мая 2015 года однопартийный кабинет, в котором Дэнни Александер не получил никакого назначения.

## Личная жизнь
Дэнни Александер женат на журналистке Ребекке Хоар (Rebecca Hoar), у них две дочери — Изабель и Изла. Изла родилась в 2010 году перед самым назначением отца на должность главного секретаря Казначейства, и тот взял только пять дней родительского отпуска.